# North Weeki Wachee
North Weeki Wachee es un lugar designado por el censo ubicado en el condado de Hernando en el estado estadounidense de Florida. En el Censo de 2010 tenía una población de 8.524 habitantes y una densidad poblacional de 214,16 personas por km².

## Geografía
North Weeki Wachee se encuentra ubicado en las coordenadas 28°33′41″N 82°33′10″O / 28.56139, -82.55278. Según la Oficina del Censo de los Estados Unidos, North Weeki Wachee tiene una superficie total de 39.8 km², de la cual 36.32 km² corresponden a tierra firme y (8.76%) 3.49 km² es agua.

## Demografía
Según el censo de 2010, había 8.524 personas residiendo en North Weeki Wachee. La densidad de población era de 214,16 hab./km². De los 8.524 habitantes, North Weeki Wachee estaba compuesto por el 94.06% blancos, el 2.3% eran afroamericanos, el 0.29% eran amerindios, el 0.83% eran asiáticos, el 0.02% eran isleños del Pacífico, el 1.09% eran de otras razas y el 1.4% pertenecían a dos o más razas. Del total de la población el 8.29% eran hispanos o latinos de cualquier raza.